# Ghiacciaio della Brenva
Il ghiacciaio della Brenva (pron. AFI: [bʁenva]) è il quarto ghiacciaio della Valle d'Aosta: si estende per 730 ettari ed è lungo 6700 m. 

## Toponimo
Il termine brenva indica in patois valdostano il larice.

## Descrizione
Si trova sul versante italiano del massiccio del Monte Bianco all'altezza dell'Aiguille Blanche de Peuterey e dell'Aiguille Noire de Peuterey. È considerata la cascata di ghiaccio più alta delle Alpi: dalla cima del Monte Bianco scende alla Val Veny a quota 1300 m s.l.m. con un dislivello di 3500 m.

## Variazioni frontali recenti
Il ghiacciaio è in ritirata, così come gli altri ghiacciai del Monte Bianco seppure con differenze locali. La lingua valliva del ghiacciaio è coperta da detrito, quindi protetta dall’effetto diretto dei raggi del sole..

## Sport
Il ghiacciaio è fruibile per gli sport invernali, grazie all'impianto di risalita delle Funivie Monte Bianco.

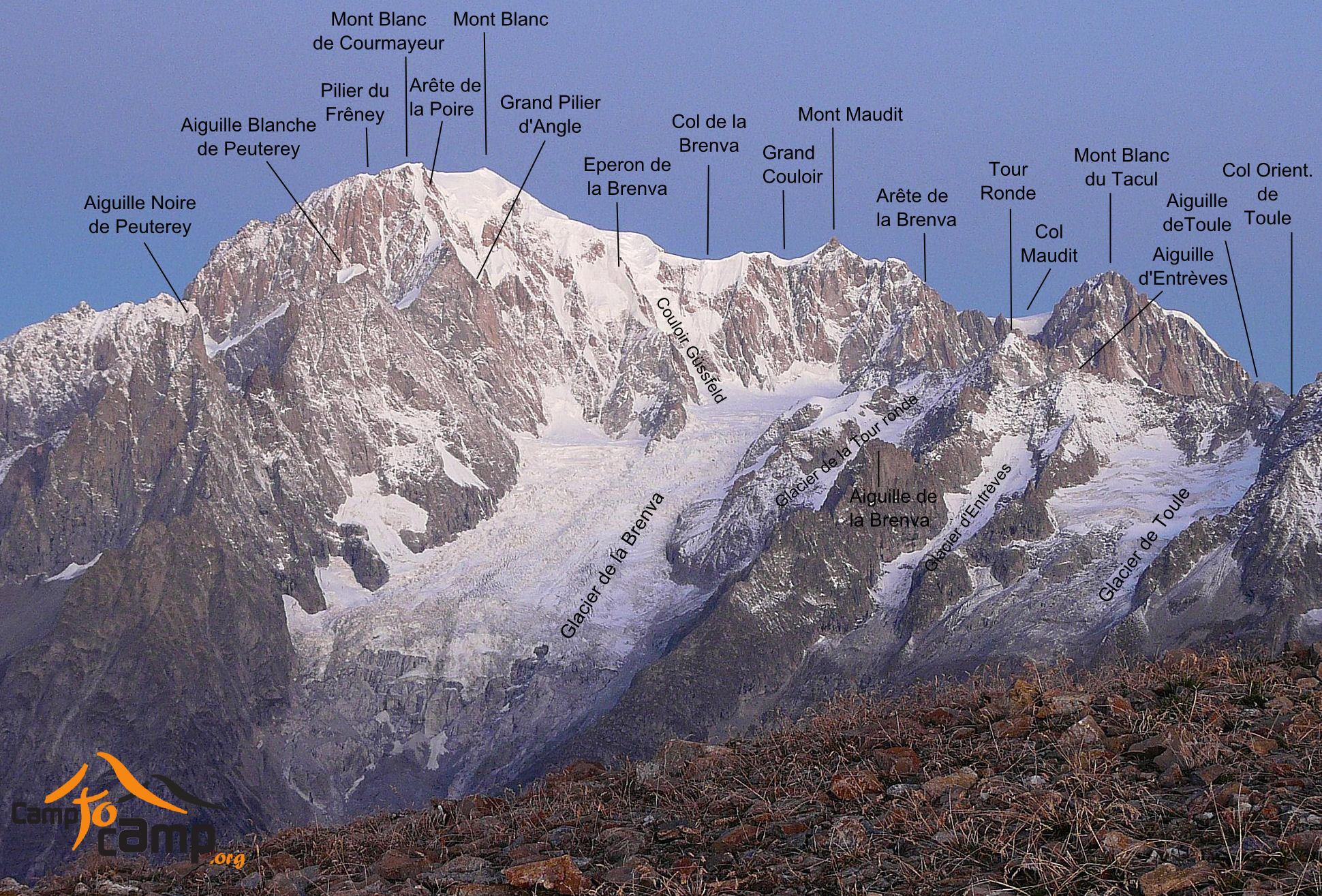
Al centro della foto il ghiacciaio della Brenva, con l'indicazione delle montagne che lo circondano